# يوليان شميد
يوليان شميد (بالألمانية: Julian Schmid)‏ هو سياسي نمساوي، ولد في 21 أبريل 1989 في كلاغنفورت في النمسا. حزبياً، نشط في الخضر - البديل الخضر. وقد انتخب عضو المجلس الوطني للنمسا وقد انضم خلال فترته النيابية ‏ للكتلة البرلمانية الخضر - البديل الخضر وانتخب عضو المجلس الوطني للنمسا (29 أكتوبر 2013 – ).